# Congis-sur-Thérouanne
Congis-sur-Thérouanne è un comune francese di 1 963 abitanti situato nel dipartimento di Senna e Marna nella regione dell'Île-de-France.

## Società

### Evoluzione demografica
Abitanti censiti